# Khaled Alesmael

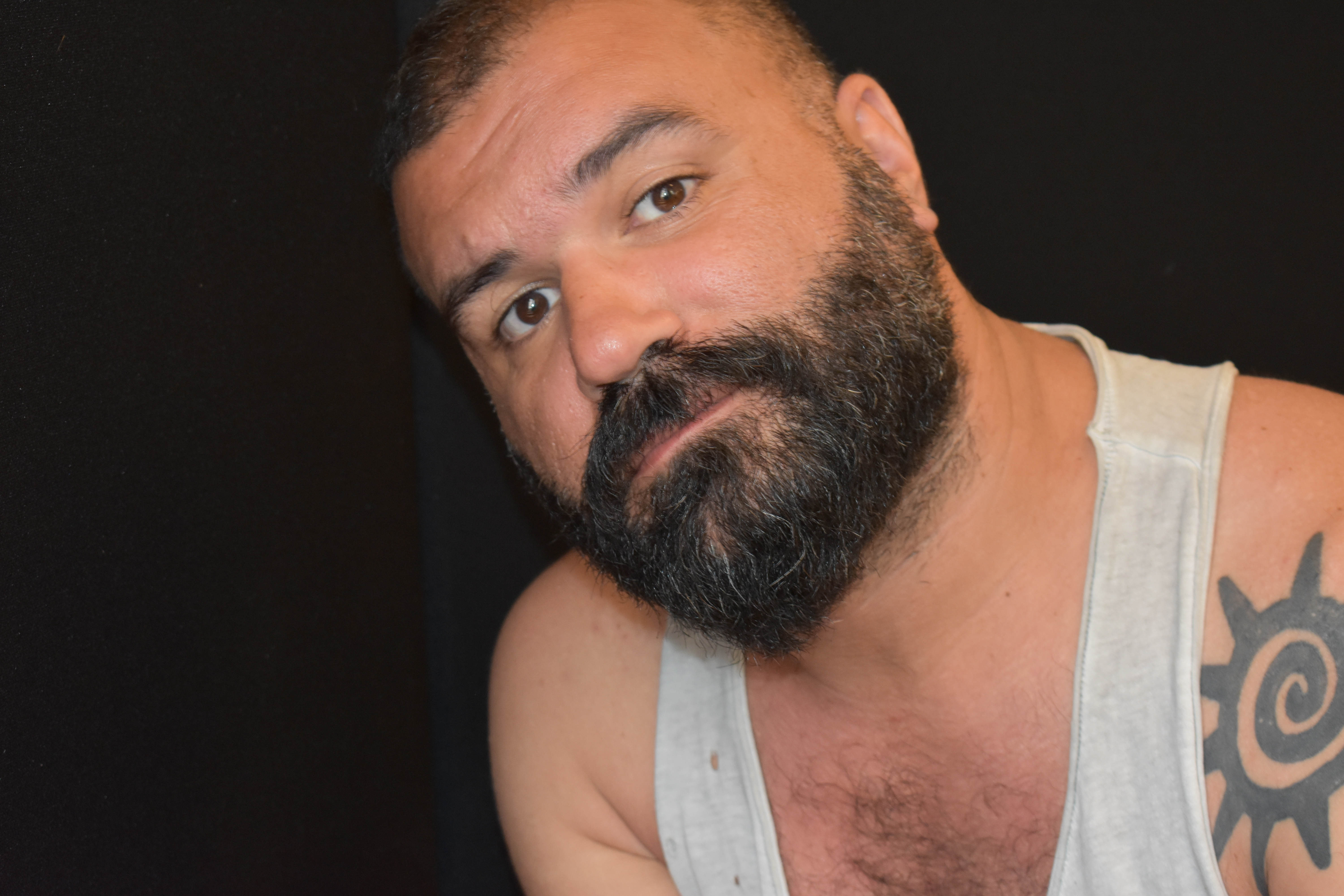
Khaled Alesmael (2015)

Khaled Alesmael (geboren 1979 in Syrien) ist ein syrisch-schwedischer Schriftsteller und Journalist.

## Leben
Khaled Alesmael wurde als Sohn eines syrischen Vaters und einer türkischen Mutter in Syrien geboren. Er studierte an der Universität Damaskus englische Literatur und arbeitete als Journalist in verschiedenen Großstädten Europas und des Nahen Ostens. Für die taz in Berlin schrieb er über syrische Flüchtlinge in Deutschland. 2014 beantragte er Asyl in Schweden und wurde schwedischer Staatsbürger. Heute lebt er in London.
Sein Debütroman Selamlik wurde 2018 in Schweden veröffentlicht; die deutsche Übersetzung erschien 2020 im Albino Verlag. Für seine Erzählung En tygväska med damaskustryck (deutsche Übersetzung: Damaskus in einem Stoffbeutel) erhielt Alesmael den Hörbuchpreis des schwedischen Rundfunks 2020. Sein zweites Buch Ein Tor zum Meer erschien 2020 in Schweden und 2022 in Deutschland.

## Werke
- 2018 – Selamlik (schwedisch: Selamlik). Roman. Albino Verlag, Berlin 2020, ISBN 978-3-86300-302-9
- 2020 – En port till havet: brev från arabiska bögar. Leopard Förlag, Stockholm 2020 (schwedisch)
- 2022 – Ein Tor zum Meer. Albino Verlag, Berlin 2022, ISBN 978-3-86300-342-5